# Ружамполь (Минская область)
Ружа́мполь (бел. Ружа́мпаль) — деревня в составе Станьковского сельсовета Дзержинского района Минской области Беларуси. Деревня расположена в 13 километрах от Дзержинска, 31 километрах от Минска и 6 километрах от железнодорожной станции Фаниполь.

## История
В конце XIX—начале XX века образовалось имение Ружамполь в Станьковской волости Минского уезда Минской губернии. В 1897 году принадлежал А. Свиду, насчитывалось 2 двора, проживали 30 жителей. В 1917 году — 139 жителей. В 1922 года в бывшем имении был организован совхоз «Ружамполь», работали кузница, крахмальный завод, начальная школа, библиотека, кузница, шорная и колёсная мастерская.
С 9 марта 1918 года в составе провозглашённой Белорусской Народной Республики, однако фактически находилась под контролем германской военной администрации. С 1 января 1919 года в составе Советской Социалистической Республики Белоруссия, а с 27 февраля того же года в составе Литовско-Белорусской ССР, летом 1919 года деревня была занята польскими войсками, после подписания рижского мира — в составе Белорусской ССР. С 20 августа 1924 года — деревня в Станьковском сельсовете Койдановского района Минского округа. С 29 июня 1932 года в Дзержинском районе, с 31 июля 1937 года — в Минском, с 4 февраля 1939 года вновь в Дзержинском районе, с 20 февраля 1938 года — в Минской области. 
В Великую Отечественную войну с 28 июня 1941 года до 7 июля 1944 года под немецко-фашистской оккупацией. Во время войны на фронте погибли 12 жителей деревни. В 1960 году — 90 жителей, в 1991 году — 22 хозяйства, 43 жителя; входила в колхоз имени Ленина. По состоянию на 2009 год в составе агрокомбината «Дзержинский».

## Население
| Численность населения (по годам) | Численность населения (по годам) | Численность населения (по годам) | Численность населения (по годам) | Численность населения (по годам) | Численность населения (по годам) | Численность населения (по годам) |
| 1897                             | 1909                             | 1917                             | 1960                             | 1991                             | 1999                             | 2004                             |
| -------------------------------- | -------------------------------- | -------------------------------- | -------------------------------- | -------------------------------- | -------------------------------- | -------------------------------- |
| 30                               | ↗ 130                            | ↗ 139                            | ↘ 90                             | ↘ 43                             | ↘ 29                             | ↗ 30                             |
| 2010                             | 2017                             | 2018                             | 2020                             |                                  |                                  |                                  |
| ↘ 28                             | ↗ 32                             | → 32                             | ↗ 47                             |                                  |                                  |                                  |

## Улицы
- Центральная улица (бел. Цэнтральная вуліца);
- Зелёная улица (бел. Зялёная вуліца);
- Полевая улица (бел. Палявая вуліца);
- Озёрная улица (бел. Азёрная вуліца);
- Лесная улица (бел. Лясная вуліца);
- Цветочная улица (бел. Кветкавая вуліца);
- улица Панский Куток (бел. вуліца Панскі Куток).